# Argyrochaetona peruana
Argyrochaetona peruana là một loài ruồi trong họ Tachinidae.